# Eurhadina concinna
Eurhadina concinna är en insektsart som först beskrevs av Ernst Friedrich Germar 1831.  Eurhadina concinna ingår i släktet Eurhadina och familjen dvärgstritar. Arten är reproducerande i Sverige. Inga underarter finns listade i Catalogue of Life.